# Solatopupa juliana
Solatopupa juliana е вид коремоного от семейство Chondrinidae.

## Разпространение
Видът е разпространен в Италия.